# Mine de Hotazel
 (février 2018).
Si vous disposez d'ouvrages ou d'articles de référence ou si vous connaissez des sites web de qualité traitant du thème abordé ici, merci de compléter l'article en donnant les références utiles à sa vérifiabilité et en les liant à la section « Notes et références ».
La mine de Hotazel est une mine à ciel ouvert de manganèse située en Afrique du Sud.

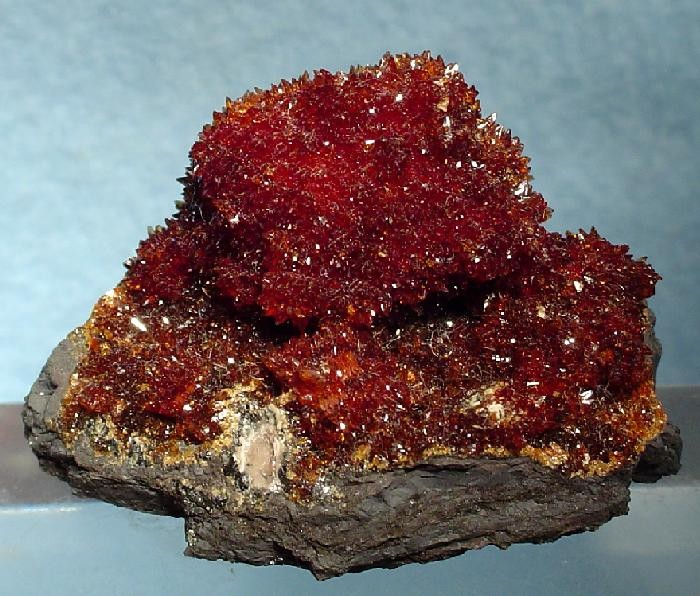
Rhodochrosite extrait de la mine de Hotazel.

La mine est exploitée depuis le début du XXIe siècle par la coentreprise United Manganese of Kalahari (UMK) associant la compagnie russe Renova Manganese Investment et le consortium sud-africain Majestic Silver Trading.